# Italienska tecknade serier
Italienska tecknade serier (italienska: fumetti) har en lång och rik tradition. Den första italienska serietidningen, Corriere dei Piccoli, startades redan 1908, och efter andra världskriget växte en stor inhemsk produktion fram. Några av de internationellt kända namnen är Hugo Pratt (med Corto Maltese), Guido Crepax, Dylan Dog och Tex Willer. Italien gick på 1960-talet i bräschen med att arrangera seriefestivaler (i Lucca) och dela ut seriepriser ("Yellow Kid"-priset).

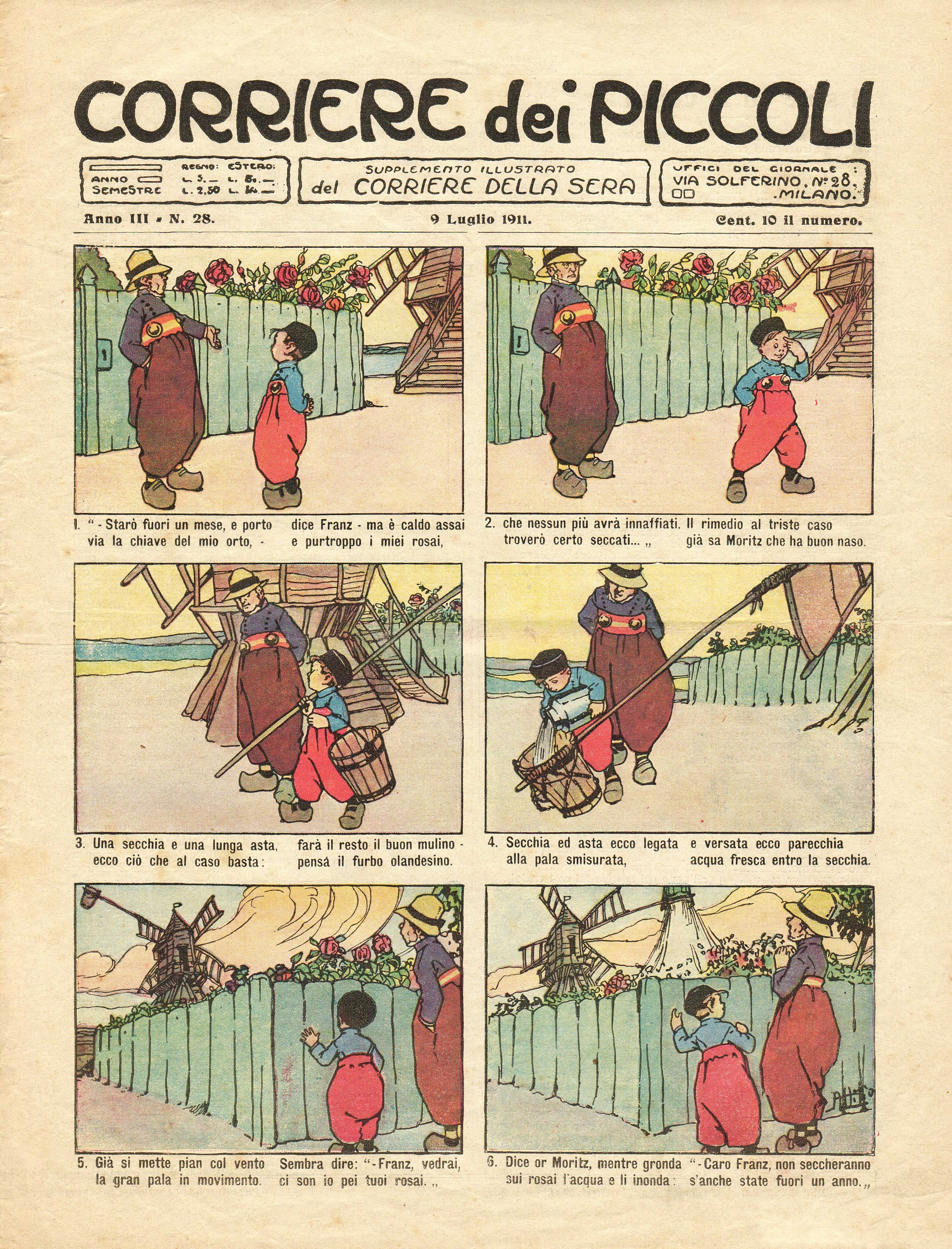
Corriere dei Piccoli, Italiens första serietidning.

## Historik

### Bakgrund
Italien är en av Europas stora serieländer, och produktionen har karakteriserats av både gediget hantverk och en stor tematisk bredd. 1908 startade Corriere dei Piccoli ('Barnens Tidning') sin utgivning, som den första italienska serietidningen.
Efter andra världskriget expanderade den inhemska serieproduktionen kraftigt. Humorserien Cocco Bill (av Benito Jacovitti, 1923–97) var en av serierna ur den första efterkrigsgenerationen som kom att bli klassiker.

### Disney
Utöver de inhemska serierna har Italien också en lång tradition av att producera disneyserier. Produktionen inleddes redan under tidigt 1930-tal, till en början utan Walt Disneys godkännande, av Guglielmo Guastaveglia.
Den italienska huvudtidningen var Topolino ('Musse Pigg'), som från början trycktes i pocketformat. Serierna exporterades flitigt och kom från att 1970-talet att bli alltmer dominerande även i Nordeuropa; Kalle Anka Pocket baserades från början på italienska produktioner.
Bland de bäst ansedda italienska Disneykreatörerna märks Romano Scarpa, Marco Rota, Giorgio Cavazzano och Massimo De Vita, och man har såväl utökat Kalle Ankas universum (med figurer som Stål-Kalle, Gittan, Kalle Vildand, med flera) och Musse Piggs universum (bland annat med Indiana Jöns, professor Zapotec, och Eurasia Musy), samt skapat helt nya serier, oberoende av den amerikanska Disneytraditionen (W.I.T.C.H. och Monster Allergy). På svenska har de italienska serierna framför allt publicerats i Kalle Ankas Pocket.

Diabolik tillhörde 1960-talets nya generation av hårtslående pocketserier – fumetti neri.

### Genombrott på 1960-talet
Ett kvalitativt genombrott skedde i slutet av 1960-talet, i samband med att serierna började rikta sig till vuxna serieläsare. Under decenniet nådde fumetti neri (serier i pocketformat med deckare, äventyr, skräck och porr) sina första större framgångar. Under 1970-talet blev Hugo Pratt (Corto Maltese) och Guido Crepax (Valentina) internationella stilbildare för vuxenserier, och under 1980-talet var Milo Manara och Tanino Liberatore (Ranerox) stilistiska förebilder.
Bland de mest namnkunniga märks äventyrsserien Corto Maltese av Hugo Pratt, humorserien Cocco Bill av Benito Jacovitti, erotikserien Valentina av Guido Crepax, skräckserien Dylan Dog av Tiziano Sclavi, och westernserien Tex Willer av Giovanni Luigi Bonelli och Aurelio Galleppini. De viktiga fast mer "italienska" Altan och (politisk surrealist) och Andrea Pazienza ("punkpoet") nådde inte någon större ryktbarhet utanför landets gränser.
Under 1980-talet uppmärksammades Lorenzo Mattotti med serier som Eldar och Signor Calligaro, stilistiskt inspirerade av 1920- och 1930-talens bildkonst. Tidningen Alteralter (egentligen en bilaga till Linus, grundad 1965) var ett av de viktigaste forumen för de nya serierna.

### Kvinnor, mässor och priser
De kvinnliga italienska serieskaparna har haft betydligt svårare att slå igenom. Två framträdande namn från senare år är Anna Brandoli, som tecknade historiska äventyrsserier med inspiration från Hugo Pratt, samt Laura Scarpa, vars seriefigur Martina startade sitt liv 1987 i ungdomstidningen Ragazza In.
Italien var pionjär med att arrangera seriemässor/-festivaler. På seriefestivalen i Lucca delade man 1970–2005 ut Yellow Kid-priset, ibland ansett som filmens Oscar.

## Konstnärer
De viktigaste konstnärer italienska historia:
- Guido Crepax
- Fernando Carcupino
- Hugo Pratt
- Dino Battaglia
- Milo Manara
- Andrea Pazienza
- Guido Buzzelli
- Luciano Bottaro
- Benito Jacovitti
- Magnus

## Bildgalleri

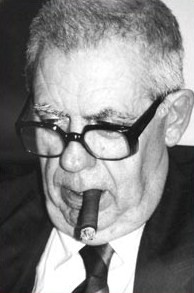
Benito Jacovitti tecknade egensinniga humorserier som Cocco Bill.
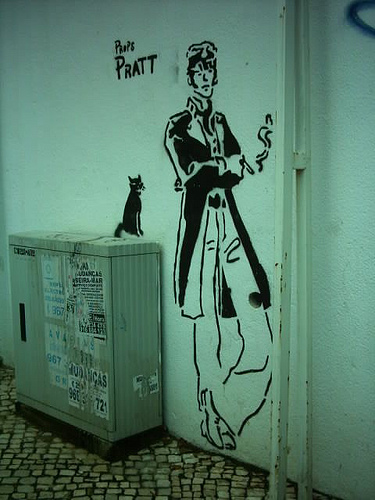
Corto Maltese var en av 1970-talets stilbildande italienska "vuxenserier".
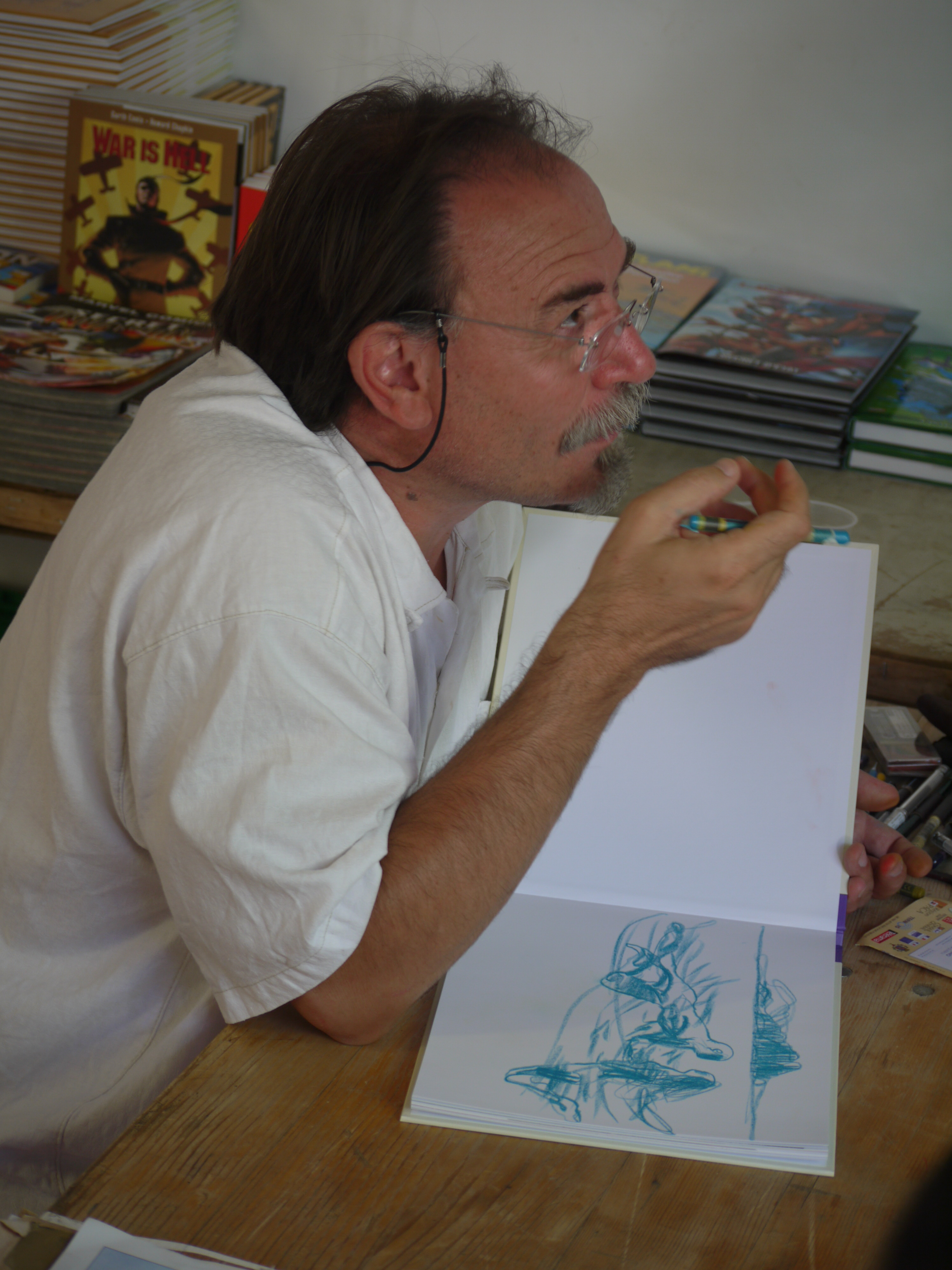
Lorenzo Mattotti, ett av 1980-talets nya namn inom konstnärliga serier.
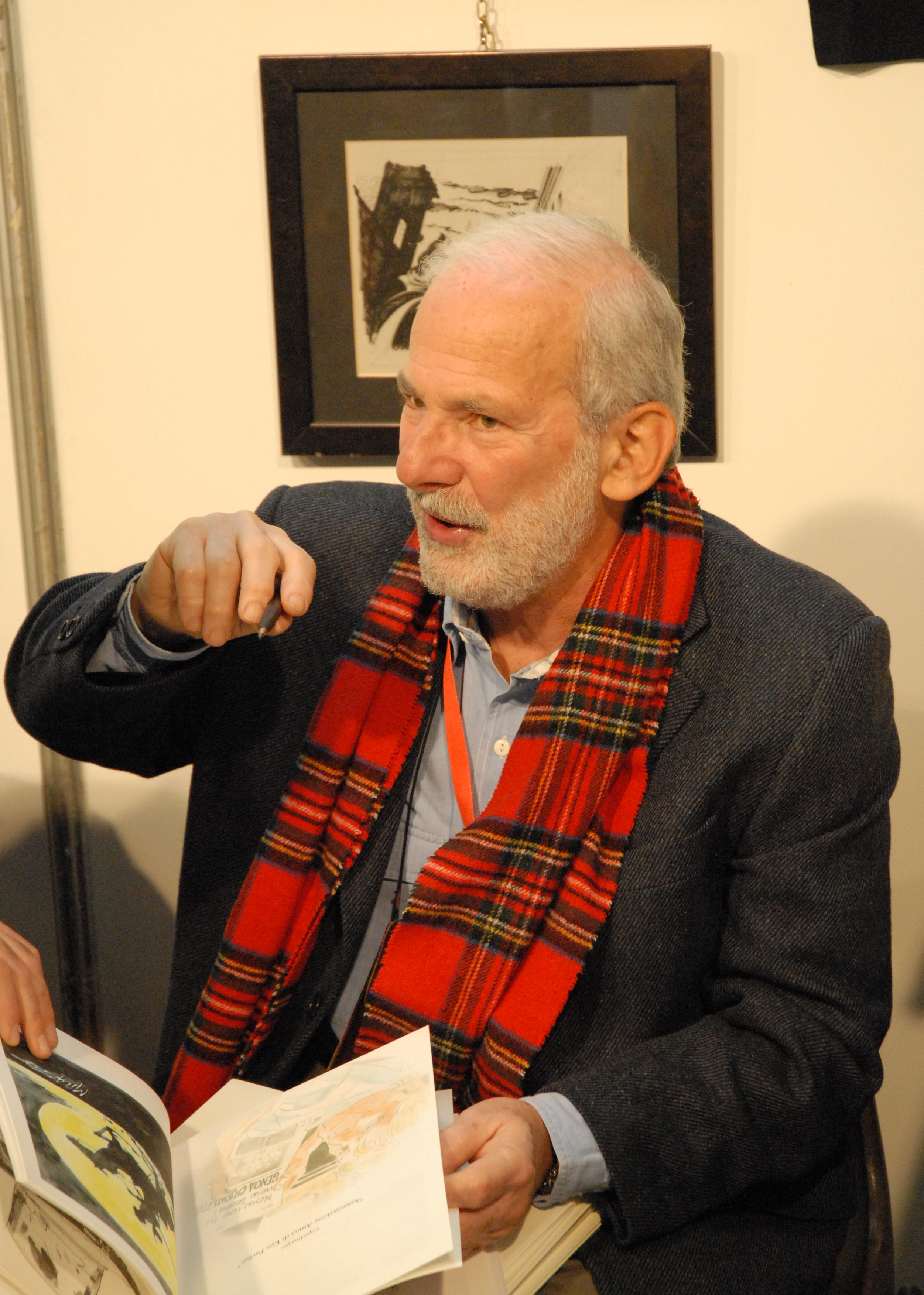
Vittorio Giardino uppmärksammades på 1980-talet för sina realistiska deckarserier.
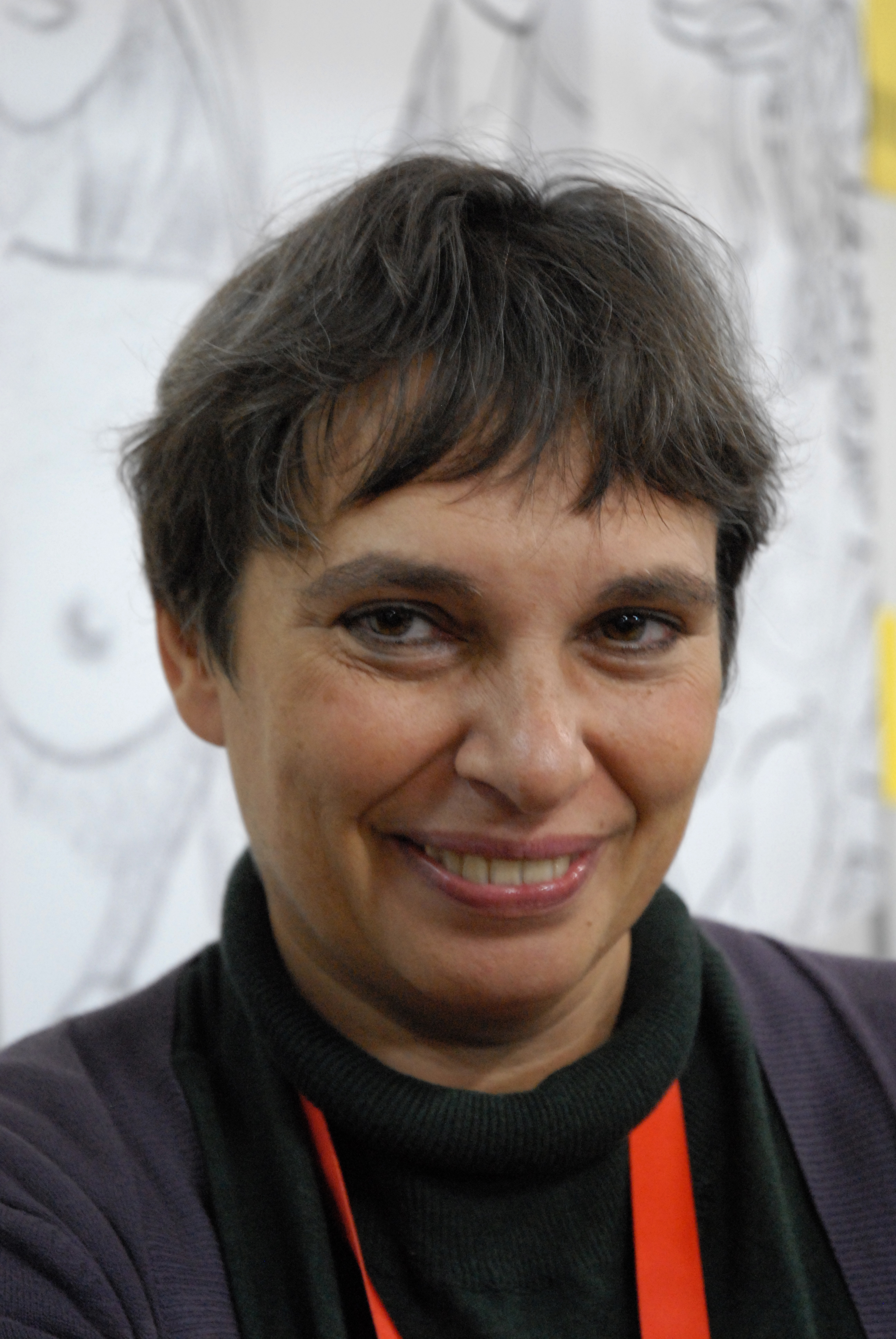
Laura Scarpa, som skapade sin seriefigur Martina 1987.